# Xiaomi Redmi (смартфон)
Xiaomi Redmi (також відомий як Hongmi або Red Rice) — бюджетний Android-смартфон від китайської компанії Xiaomi, що став першим смартфоном серії Redmi. Був запущений на вебсайті Xiaomi у 2013 році, а продажі розпочалися 12 липня того ж року.

## Дизайн
Екран Redmi виконаний зі скла, а корпус — з пластику.
Знизу розташовані роз'єм microUSB та мікрофон, зверху — 3,5 мм аудіороз'єм, а справа — гойдалка регулювання гучності та кнопка блокування. Динамік та другий мікрофон розміщені ззаду. Під знімною задньою панеллю знаходяться слоти під 2 SIM-картки та карту пам'яті.
Redmi продавався в 5 кольорах: чорному, блакитному, зеленому, жовтому та червоному. Також задню панель можна було змінити на панель іншого кольору.

## Технічні характеристики

### Апаратне забезпечення
Redmi отримав систему на кристалі MediaTek MT6589T з графічним процесором PowerVR SGX544MP2. Смартфон поставлявся з 1 ГБ оперативної пам'яті та 4 ГБ пам'яті постійного зберігання, яку можна розширити картою пам'яті формату microSD до 32 ГБ.
Redmi отримав знімну акумуляторну батарею отримала об'ємом 2000 мА·год.
Пристрій має 4,7-дюймовий дисплей типу IPS LCD з роздільною здатністю HD (1280 × 720), співвідношенням сторін 16:9 та щільністю пікселів 312 ppi.
Смартфон отримав основну камеру на 8 Мп з діафрагмою f/2.2, автофокусом та можливістю запису відео з роздільною здатністю 1080p@30fps і фронтальну камеру на 1,3 Мп з можливістю запису відео в роздільній здатності 720p@30fps.

### Програмне забезпечення
Redmi був випущений на MIUI V5, що базувалася на Android 4.2 Jelly Bean і був оновлений до MIUI 9 на базі Android 4.4.2 KitKat.